# Gesellschaft für Medienwissenschaft
Die Gesellschaft für Medienwissenschaft (GfM) ist die Fachgesellschaft der deutschsprachigen Medienwissenschaft. Sie wurde 1985 als Gesellschaft für Film- und Fernsehwissenschaft (GFF) gegründet und 2000 in Gesellschaft für Medienwissenschaft umbenannt.

## Ziele
Die Ziele der GfM sind die Förderung der Medienwissenschaft zum Zwecke der allgemeinen und beruflichen Bildung, die Förderung des wissenschaftlichen Gesprächs zwischen Vertreterinnen und Vertretern verschiedener wissenschaftlicher Disziplinen zum Zweck der Intensivierung der Forschung im Bereich analoger und digitaler Medien, die Förderung der Diskussion und Kooperation zwischen Wissenschaft, Kunst, Kritik und Praxis sowie die Förderung der internationalen Zusammenarbeit im Bereich der Medien.

## Vorstand
Der Vorstand der Gesellschaft für Medienwissenschaft besteht seit Oktober 2023 aus den folgenden Personen:
- Jiré Emine Gözen, University of Applied Sciences Europe (1. Vorsitzende)
- Nanna Heidenreich, Universität für angewandte Kunst Wien (Stellvertretende Vorsitzende)
- Elisa Linseisen, Universität Hamburg (Schatzmeisterin)
- Maren Haffke, Universität Bayreuth (Beisitzerin)
- Ömer Alkin, Hochschule Niederrhein (Beisitzer)

## Kommissionen, Foren und Arbeitsgruppen

### Kommissionen
Die Arbeit des Vorstands wird durch eine Reihe von Kommissionen gestützt:
- Kommission für gute Arbeit in der Wissenschaft
- Kommission Lehre
- Kommission Urheberrecht und Medienwissenschaft

### Foren
Die Foren sind Gliederungen der Gesellschaft, die sich mit besonderen Schwerpunkten der inhaltlichen Arbeit befassen. Gegenwärtig (Stand 2/2019) sind das:
- Forum Bildung
- Forum Digitalisierung

### Arbeitsgruppen
Die Arbeitsgruppen treffen sich regelmäßig und veranstalten eigene Tagungen. Derzeit gibt es folgende Arbeitsgruppen:
- AG Affective Media Technologies
- AG Animation
- AG Auditive Kultur und Sound Studies
- AG Comicforschung
- AG Daten und Netzwerke
- AG Eco Media
- AG Fernsehgeschichte und Television Studies
- AG Filmwissenschaft
- AG Fotografieforschung
- AG Games
- AG Gender/Queer Studies und Medienwissenschaft
- AG Genre Studies
- AG Interfaces
- AG Medien und Dis/Ability Studies
- AG Medien und Kunst / Kunst und Medien
- AG Medienästhetik
- AG Mediengeschichte
- AG Medienindustrien
- AG Medienkultur und Bildung
- AG Medienphilosophie
- AG Mediensemiotik
- AG Medienwissenschaft und Dis/Ability Studies
- AG Medienwissenschaft und politische Theorie
- AG Medienwissenschaft und Wissenschaftsforschung
- AG Open Media Studies
- AG Partizipations- und Fanforschung
- AG Populärkultur und Medien

## Online-Angebote und Publikationen
Studienportal
Das Studienportal der Gesellschaft für Medienwissenschaft bietet einen Überblick medienwissenschaftlicher Studiengänge im deutschsprachigen Raum.
Zeitschrift für Medienwissenschaft
Die GfM ist Herausgeberin der Zeitschrift für Medienwissenschaft. Die von einer eigenständigen Redaktion betreute ZfM erscheint jeweils mit einem Schwerpunktthema, erweitert durch Aufsätze außerhalb des Themas, Debatten und Bilderstrecken. Die Artikel der Zeitschrift für Medienwissenschaft sind im Open Access auf der Website der Zeitschrift verfügbar.

## Jahrestagungen
Die Jahrestagung der Gesellschaft wird im Wechsel von medienwissenschaftlichen Facheinheiten unterschiedlicher Universitäten zu einem Schwerpunktthema veranstaltet.